# بيلي كيدمان
بيتر آلان جرونر جونيور (مواليد 11 مايو 1974) مصارع أمريكي محترف متقاعد، اشتهر باسمه على الحلبة بيلي كيدمان.تم توظيفه من قبل اتحاد دبليو دبليو إي WWE كمنتج.
اشتهر كيدمان كمصارع محترف في بطولة العالم للمصارعة (WCW) والاتحاد العالمي للمصارعة / الترفيه (WWF / E) خلال أواخر التسعينيات وأوائل القرن الحادي والعشرين، وأثناء وجوده في دبليو سي دبليو، اكتسب كيدمان شهرة بتواجده كعضو رئيسي في العديد من الفرق الثنائي.بالإضافة إلى كونه عضوًا في فرقة قطيع الغربان (Raven's Flock) وفرقة الحيوانات القذرة (The Filthy Animals) ولاحقًا الدماء الجديدة (The New Blood). شارك كيدمان في نزاعات لا تُنسى مع كبار المصارعين في دبليو سي دبليو، بما في ذلك هولك هوجان، وجيف جاريت، وري ميستيريو جونيور كما وجد كيدمان نجاحاً في بطولات الـ دبليو سي دبليو، حيث أصبح بطل الوزن المتوسط ثلاث مرات، ومرتان لبطولة الفرق الثنائي (الأولى مع ميستيريو والثانية مع كونان) ومرة واحدة (والنهائية) بطل الفرق الثنائية للوزن المتوسط مع ميستريو جونيور.
بعد شراء دبليو سي دبليو من قبل اتحاد المصارعة العالمي، أصبحت كيدمان عضوًا في التحالف دبليو سي دبليو/ إي سي دبليو.خلال الفترة التي قضاها في WWF، كما حقق النجاح بعد فوزه ببطولة الوزن المتوسط أربع مرات إضافية بالإضافة إلى الفوز ببطولة الفرق الثنائية في دبليو دبليو إي مرة واحدة مع باول لندن.

## مهنة المصارعة المحترفة

### مهنة مبكرة (1994-1996)
تم تدريب جرونر من قبل افا أنوا، وصارع أول مباراة له في 11 سبتمبر 1994 في هيلرتاون، بنسلفانيا ضد دان كاليس في الدوائر المستقلة مثل ولعب تحت أسم «كيد فلاش». قام بتشكيل فريق مع إيس دارلينغ المعروف باسم شوتينغ ستار، ويجدون النجاح بالفوز ببطولة ECWA Tag Team.

### بطولة العالم للمصارعة (1996-2001)
بدأ جرونر المصارعة لأول مرة بشخصية بيلي كيدمان، أو ببساطة كيدمان، في بطولة العالم للمصارعة في منتصف عام 1996، حيث أمضى أكثر من عام كموهبة تعزيز بدون شخصية. في عام 1997، تمت إضافة كيدمان إلى قطيع الغربان وولكي يتلاءم مع القطيع لكونه منبوذًا، تحايل بكونه مدمن الهيروين، حيث خدش ذراعيه باستمرار وأطلق على حركته شوتينغ ستار برس لقب حكة السبع سنوات وجد كيدمان نجاحًا شخصيًا ضئيلًا مع المجموعة وساعد بيري ساتورن في هزيمة رافين في مباراة، وبالتالي حل المجموعة.

#### بطل الوزن المتوسط (1998-1999)
بعد تفكك قطيع الغربان، تخلى كيدمان عن ملابسه الجرونجية وحيلة الهيروين وبدأ في الأداء كمشجع مفضل قبل أن يهزم يوفنتود جويريرا في النهاية ليفوز بأول بطولة الوزن المتوسط له. على الرغم من فوز جويريرا باللقب مرة أخرى بعد بضعة أسابيع، إلا أن كيدمان استعادها في الحرب العالمية الثالثة. خسر كيدمان اللقب في نهاية المطاف في حلقة من نيترو لصالح ري ميستيريو جونيور.
بعد ذلك، طلب ري ميستيريو جونيور من كيدمان أن يكون شريكه في الفريق في مباراة بطولة العالم للفرق الزوجية. رفض كيدمان في البداية، لأن المحاولة السابقة لم تصل إلى أي مستوى من النجاح. ومع ذلك، واجه الاثنان كريس بينوا ودين مالينكو على الألقاب ونجحا بمساعدة غير مرغوب فيها من رافين وساتورن. ثم واجه كيدمان ميستيريو جونيور في محاولة لاستعادة بطولة الوزن المتوسط في Spring Stampede ، ومع ذلك، احتفظ ميستيريو بلقبه. تنافست الفرق الثلاثة لعدة أسابيع، والتي انتهت بمباراة ثلاثية فرق على الألقاب. أدى تدخل كريس كانيون إلى انتصار رافين وساتورن. أمضى كيدمان الأشهر العديدة التالية في نزاعات متنوعة. فاز ببطولة الوزن المتوسط مرة أخرى من الأمير يوكيا في عرض منزلي، لكنه خسرها أمام يوكيا بعد يوم واحد. كما هزم كيدمان سيكوسيس في مباراة «شعر مقابل القناع»، واقترب من هزيمة جيف جاريت في بطولة الولايات المتحدة للوزن الثقيل.

#### الحيوانات القذرة (1999-2001)
خلال هذا الوقت، انضم كيدمان إلى فريق الحيوانات القذرة إلى جانب ري ميستيريو جونيور وكونان وإيدي غيريرو. غادر غيريرو المجموعة عندما غادر WCW ، وترك كيدمان الفريق عندما أدار بقية أعضائه ظهورهم له. عاد لاحقًا إلى الحيوانات عندما تحولوا إلى وجههم مرة أخرى خلال الأشهر القليلة الماضية.
بعد رحيله الأول عن الحيوانات القذرة، انضم كيدمان إلى فرقة الدماء الجديدة لفينس روسو، لكن أدار أعضاء الفريق ظهورهم له. انعكاس لخداع فرقة الدماء الجديدة، بدأ كيدمان يتصرف كقوة ساخنة ورفض المصارعون أن يتراجعوا إلى ما بعد أوج عطائهم. أدى هذا إلى أكبر عداء في مسيرته مع هولك هوجان، حيث هزمه في ثلاث مباريات متتالية. بعد انفصال الدماء الجديدة، أصبح كيدمان وجهًا مرة أخرى من خلال الدخول في عداء مع شين دوغلاس لمودة صديقته التي تظهر على الشاشة توري ويلسون. خلال العداء، قامت ويلسون بإشغال كيدمان. أصيب كيدمان بجروح شرعية في مباراة في New Blood Rising في أغسطس 2000، عندما قام دوغلاس بخنق كيدمان من رقبته باستخدام الحزام، حيث عُلّق في الهواء لفترة وجيزة في مباراة الحزام، واضطر إلى أخذ إجازة عدة أسابيع للتعافي.
بعد عداء دوغلاس، بدأ كيدمان في التعاون مع ميستيريو جونيور مرة أخرى. دخلوا بطولة الوزن المتوسط للفرق الثنائية، لكنهم خسروا في النهائيات أمام إليكس سكيبر وكيد روميو. في الحلقة الأخيرة من نيترو، فاز كيدمان وميستيريو جونيور باللقب من سكيبر وروميو. في تلك الليلة، اشترى الاتحاد العالمي للمصارعة (WWF) قام بشراء الـ WCW وتم اختيار عقد كيدمان من قبل WWF.

### الاتحاد العالمي للمصارعة / الترفيه (2001-2005)
عندما اشترى WWF عقود WCW ، كان عقد جرونر (الذي كان لا يزال يصارع كـ بيلي كيدمان) واحدًا من خمسة وعشرين مشاركًا في الشراء. عندما بدأ The Invasion ، ظهر جرونر على تلفزيون WWF تحت اسم بيلي كيدمان باعتباره توينر عن التحالف. في يوليو 2001، فاز ببطولة الوزن المتوسط من غريغوري هيلمز في أول مباراة WCW متلفزة على سماك داون !. بصفته بطل WCW الوزن المتوسط، شرع كيدمان في هزيمة بطل WWF للوزن الخفيف إكس باك في The Invasion. بعد ذلك، تم تهميش كيدمان لاحقًا بسبب الإصابة أثناء في العرض، وبالتالي لم يكن له تأثير كبير مثل مصارعين WCW الآخرين. في 11 أكتوبر من حلقة مواجهة عنيفة! ، فاز كيدمان ببطولة الوزن المتوسط الخامسة له بعد فوزه على إكس باك.
بعد نهاية التحالف، أصبح كيدمان المفضل لدى المعجبين وتمت أضافته لاحقًا في سماك داون! كجزء من امتداد العلامة التجارية. في مباراة العودة، هزم كيدمان تاجيري ليفوز ببطولة الوزن المتوسط السادسة له. ومع ذلك، استعاد تاجيري اللقب في Backlash. في ريبيليون، هزم كيدمان وصديقته توري ويلسون جون سينا وداون ماري في مباراة فرق مختلطة. بعد ذلك، فاز ببطولة الوزن المتوسط السابعة التي حطمها الرقم القياسي بعد فوزه على جيمي نوبل في سرفايفر سيريز. في وقت لاحق خسر اللقب بعد ثلاثة أشهر لمات هاردي في نو واي أوت.

#### التعاون والتناحر مع بول لندن (2004-2005)
بعد خسارة اللقب، شرع كيدمان في قضاء السنوات القليلة التالية كحجر زاوية في قسم وزن المتوسط قبل تشكيل فريق ثنائي مع الوافد الجديد بول لندن في أوائل عام 2004. معًا، عملوا ببطء في طريقهم إلى صفوف فريق الثنائي قبل الفوز في النهاية ببطولة الفرق من دودلي بويز في 8 يوليو 2004 حلقة سماك داون ! إثبات الفوز لم يكن مفاجأة، استمروا في هزيمة دودلي بويز في مباراة العودة على اللقب. انتهى مشوار البطولة بشكل مفاجئ بعد أن أدار كيدمان ظهره إلى لندن.
في إصابة مشروعة حدثت في 24 أغسطس 2004 من تسجيل سماك داون! ، عندما تسببت حركة ضغط الشهاب (shooting star press) لكيدمان في إصابة عن غير قصد لـ تشافو غيريرو تسببت بارتجاج في المخ. في الأسبوع التالي، كان كيدمان على الحبل العلوي جاهزًا لضرب الحركة، لكنه تردد، ونزل إلى أسفل المشابك، وسار ببطء وراء الكواليس غارقاً في الشعور بالذنب بعد إصابته بجيريرو. تُرك لندن وحده للدفاع عن اللقب ضد كينزو سوزوكي ورينيه دوبري، وهُزم بسهولة. نتيجة لذلك، واجه لندن وكيدمان بعضهما البعض في No Mercy ، حيث هزم كيدمان لندن قبل أداء حركة ضغط الشهاب للندن بينما كان مربوطاً على نقالة. أكمل هذا دور حيث شرع في إلقاء اللوم على المعجبين لرغبتهم في أن يكون أكثر وحشية بأسلوبه داخل الحلبة. أنهى كيدمان وغيريرو نزاعهما عند عودة تشافو، حيث انتصر الأخير في المباراة النهائية. ثم تنافس كيدمان ضد لندن على بطولة وزن المتوسط في الأشهر المقبلة. في بداية عام 2005، أصيب كيدمان بكسر في محجر العين، مما أدى إلى تهميشه لمدة ثلاثة أشهر.
تم إطلاق كيدمان من عقده مع WWE في 6 يوليو 2005.

### الدائرة المستقلة (2005-2007)
بعد مغادرته WWE ، بدأ كيدمان القيام بجولة في المملكة المتحدة. خلال الجولة، تنافس في تحالف المصارعة الحدودية في مباراة ثلاثية مع جودي فليش وجوني ستورم. صارع أيضًا أسطورة المصارعة البريطانية روبي بروكسايد في محاولة خاسرة لتحديد أول بطل نوعية حقيقية بطل المصارعة للوزن الثقيل.
في عام 2007، ظهر كيدمان لأول مرة في اتحاد المصارعة الدولي في مباراة بطولة IWA World Heavyweight Championship ضد راي جونزاليس، والتي خسرها. شارك كيدمان أيضًا في جولة الساحل الشرقي الأسترالي الدولية للوزن الثقيل من 1 إلى 3 يونيو 2007، حيث تنافس ضد المصارعين الأستراليين تي إن تي ومارك هيلتون قبل أن يهزم برايان دانيلسون ليفوز ببطولة العالم للوزن الثقيل WSW في الليلة الثالثة في نيوكاسل.
في 8 يوليو 2007، تعاونت كيدمان مع شون والتمان كجزء من مباراة التهديد الثلاثي في ماك ألين، تكساس لتتويج بطل NWA للفرق الجديد، خسر كيدمان وولتمان المباراة أمام كارل أندرسون وجوي رايان.

### العودة إلى دبليو دبليو إي (2007-2020)
عاد بيتر إلى WWE في عام 2007، حيث ساعد في تدريب المصارعين القادمين في إقليم فلوريدا تشامبيونشيب ريسلينغ وقتها في بطولة فلوريدا للمصارعة خلال عامي 2007 و 2008 في 23 فبراير 2008، صارع مباراته الأخيرة، وخسر أمام أفا جونيور.وأعيد تعيينه من قبل دبليو دبليو إي في عام 2010 كمنتج. في 21 سبتمبر 2011، نشرت WWE قصة على موقعه على الإنترنت عن بيتر ودوره كمنتج.
في 9 أبريل 2012، قام بيتر جنبًا إلى جنب مع المصارعين السابقين جيمي نوبل وغولدست ومسؤولين آخرين ومصارعين في WWE بتفكيك الشجار بين جون سينا وبروك ليسنر. في نوفمبر 2013، ظهر كيدمان في جولة WWE الأوروبية كطبيب بول هيمان، تحت اسم "Dr.Weisenburg". وفي 23 أغسطس 2016 حلقة سماكداون لايف، ظهر مع جيمي نوبل لمنع دولف زيجلر من مهاجمة إيه جيه ستايلز.
تم إجازة عقد بيتر من قبل الشركة في 15 أبريل 2020، بسبب تخفيضات فيروس كورونا COVID-19.

## الحياة الشخصية
نشأ جرونر في ألينتاون، بنسلفانيا، حيث تخرج من مدرسة باركلاند الثانوية. كان جرونر مصرفيًا قبل أن يبدأ التدريب ليصبح مصارعًا محترفًا، وكان صديقًا جيدًا لزميله المصارع المحترف كريس كانيون، الذي التقى به في مركز تدريب بولاية بنسلفانيا. وهو ابن عم زميله المصارع المحترف ميكي باتس.
تزوج بيتر من توري ويلسون من في 11 يوليو 2003. التي كانت تظهر في WCW ثم WWE بعد أن ظلا سويًا لمدة أربع سنوات،  كانا يعيشان معًا في تامبا بولاية فلوريدا عندما لا يسافران. لكن انفصلا في منتصف عام 2006، وانتهى بطلاقهما عام 2008.
يوجد كتاب يشرح بالتفصيل مسيرة بيتر المهنية، Billy Kidman: The Shooting Star، صدر في أوائل عام 2014.

## البطولات والإنجازات
- جمعية مصارعة الساحل الشرقي
  - بطولة ECWA فرق الثنائي (1 مرة) - مع إيس دارلينغ[47]
  - قاعة مشاهير الإكوا (دفعة 2004)[48]

- مصارعة المحترفين المصور
  - احتل المرتبة رقم 31 من بين أفضل 500 مصارع فردي لهذا العام في PWI 500 في عام 1999[49]
  - احتل المركز رقم 313 بين أفضل 500 مصارع فردي في «سنوات PWI» عام 2003
- ثورة المصارعة Xtreme
  - بطولة العالم للوزن الثقيل RXW (مرة واحدة)
- اتحاد المصارعة عبر العالم

بطولة TWWF الوزن المتوسط (1 مرة)
- بطولة العالم للمصارعة
  - بطولة WCW الوزن المتوسط (3 مرات)[51][52]
  - بطولة WCW الوزن المتوسط فرق الثنائي (مرة واحدة) - مع ري ميستيريو جونيور.[53]
  - بطولة WCW فرق الثنائي (مرتين) - مع ري ميستيريو جونيور (1) وكونان (1)[53]
- بطولة العالم للمصارعة
  - بطولة WSW العالمية للوزن الثقيل (1 مرة)[54]

- اتحاد المصارعة العالمي / الترفيه
  - بطولة WCW / WWF / E الوزن المتوسط (4 مرات)[25][26][55]
  - بطولة WWE فرق الثنائي (مرة واحدة) - مع بول لندن
- النشرة الإخبارية للمصارعة
  - أسوأ عِداء لعام (2000) ضد هالك هوجان[56]

## فهرس
- كارينجتون، إل آن (2014).بيلي كيدمان: ذا شوتينغ ستار.كتب شجرة النخيل

## روابط خارجية
- صفحة Billy Kidman على دبليو دبليو إي.كوم
- [http://www.imdb.com/name/nm0344604/ Peter Gruner

] في قاعدة بيانات الأفلام على الإنترنت